# Фёдоров, Александр Александрович (философ)
Алекса́ндр Алекса́ндрович Фе́доров (род. 8 октября 1970, город Семенов, Нижегородская область) — российский философ и деятель высшего образования. Доктор философских наук, профессор, бывший ректор Балтийского федерального университета имени Иммануила Канта, член совета при Президенте Российской Федерации по науке и образованию.

## Биография
Родился 8 октября 1970 года в городе Семенов, Нижегородской области.
Окончил Нижегородский государственный университет Н. И. Лобачевского по специальности «история».
Начал карьеру с должности ассистента кафедры истории России в 1995 году в Нижегородском государственном педагогическом университете, где работал до 2009 года и прошел путь до проректора по науке.
С 2009 по 2011 год занимал должность исполняющего обязанности ректора в Волжском государственном инженерно-педагогическом университете.
С 2011 по 2019 год занимал должности первого проректора и ректора Нижегородского государственного педагогического университета имени Козьмы Минина.
16 июля 2020 года по распоряжению председателя Правительства РФ Михаила Мишустина назначен ректором БФУ им. И. Канта сроком на 5 лет.
9 июля 2024 года задержан вместе со своим заместителем, проректором по экономике и развитию Еленой Мялкиной по подозрению в присвоении средств в размере свыше 18 миллионов рублей и их растрате, совершенной группой лиц по предварительному сговору с использованием служебного положения.

## Санкции
6 марта 2022 года после вторжения России на Украину подписал письмо в поддержку российской агрессии. С 9 июня 2022 года находится под персональными санкциями Украины за поддержку войны. Также был внесён ФБК в список коррупционеров и разжигателей войны за поддержку нападения на Украину, 16 марта 2022 года форумом свободной России внесён в «Список Путина» и доклад «поджигателей войны» с предложением введения против него международных санкций. 
.

## Ученые степени и звания
Доктор философских наук, диссертация «Эволюция европейской мистической традиции и её влияние на русскую философскую мысль (последняя треть XVIII — первая треть XIX веков)», 2003.
Кандидат философских наук, диссертация «Концепция философской антропологии в трудах русских масонов последней трети XVIII века („новиковский круг“)», 1998.
Почетный работник сферы образования РФ, 2023

## Профессиональные и научные интересы
Александр Федоров занимается изучением истории философии (западно-европейской, русской), философской антропологии, истории европейской философской мистики, компаративистики в истории философии, теории традиции, теории систем, истории науки, истории идей, истории будущего.
За время своей работы Александр Федоров написал более 130 трудов по таким темам, как: управление образованием, история философии (западно-европейской, русской), философская антропология, теория традиций и история идей. Также Федоров получил 17 грантов российских, европейских и азиатских научных фондов.
В 2023 вышла в свет книга Александра Федорова «Производство будущего. Мир «двойного двоеточия». Она посвящена теме будущего, его формирования (производства) как фундаментальной черте человеческого существования. Автор предлагает оригинальную концепцию культурно-антропологических типов, определяемых через их отношение к производству будущего, которая напрямую связана с идеей детства как места, где, собственно, и пребывает будущее. Данный текст переосмысливает философию истории, намечая новые контексты, в которых мы могли бы собрать наше мышление о прошлом и будущем.

## Членство в профессиональных сообществах и комиссиях, общественных организациях
- Член Научно-технологического совета при Президиуме Попечительского совета Фонда «Талант и успех» (Научно-технологический университет «Сириус»), с 2023 года;
- Член Экспертного совета по вопросам образования и молодежной политики при зампреде Госдумы РФ, с 2023 года;
- Член Высшей аттестационной комиссии при Министерстве науки и высшего образования РФ, с 2022 года;
- Член Организационного комитета по подготовке и проведению празднования 300-летия со дня рождения Иммануила Канта, с 2021 года;
- Председатель рабочей группы по разработке профессиональных стандартов в области высшего образования, с 2021 года;
- Член рабочей группы «Ядро высшего педагогического образования», с 2021 года;
- Член совета при Президенте Российской Федерации по науке и образованию, c 2020 года;
- Член Российского союза ректоров (с 2020 года), Совета ректоров Северо-Западного федерального округа, Совета ректоров вузов Калининградской области, с 2019 года;
- Член Российского совета по международным делам
- Председатель Калининградского регионального отделения Российского общества «Знание»;
- Член профильных советов по вопросам развития образования, науки, предпринимательства, общества при Губернаторе Калининградской области и иных органах власти;
- Член экспертной группы Национального проекта «Образование», с 2018 года;
- Член комиссии по государственным премиям в области образования при Правительстве РФ, 2017–2019;
- Член комиссии Минобрнауки России по утверждению федеральных государственных образовательных стандартов в области высшего образования, 2017–2018;
- Председатель общественного совета при Министерстве образования Нижегородской области, 2015—2017;
- Председатель общественного совета при УМВД по Калининградской области (до момента ареста в 2024 году).